# Aloe antandroy
Aloe antandroy är en grästrädsväxtart som först beskrevs av Decary, och fick sitt nu gällande namn av Joseph Marie Henry Alfred Perrier de la Bâthie. Aloe antandroy ingår i släktet Aloe och familjen grästrädsväxter.
Artens utbredningsområde är Madagaskar. Inga underarter finns listade i Catalogue of Life.